# Бородинский 68-й пехотный полк

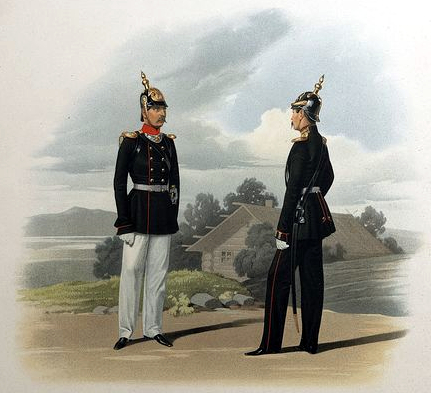
Пиратский К. К. Обер-Офицеры Пехотных и Лейб-Егерского Бородинского Его Величества полков. 1855 год

68-й лейб-пехотный Бородинский императора Александра III полк, Лейб-бородинский полк — пехотная воинская часть Русской императорской армии. Входил в состав 17-й пехотной дивизии.
Старшинство полка — 29 ноября 1796 года, с даты сформирования Московского гарнизонного полка. Полковой праздник — 26 августа. Встречный марш полка написан композитором А. Ф. Львовым. Слово "лейб" придано наименованию армейского полка, так как его шефом (почётным командиром) был государь до своего воцарения.

## Места дислокации
- в 1820 году — Волоколамск Московской губернии[3]. Полк входил в состав 14-й пехотной дивизии. Второй батальон пехотного полка на поселении в Новгородской губернии.
- Мосальск (1837)
- с 1890-х годов полк квартировал в городе Замостье Люблинской губернии, Привислинский край.

## Формирование и походы полка
19 февраля 1711 года в Москве были сформированы два именных (по командирам) гарнизонных полка: Орлова (потом фон-Гагена) и Коробова. 19 марта 1726 года один батальон фон-Гагена полка обращён на укомплектование разных полков, а другой присоединён к полку Коробова.
13 ноября 1727 года этот полк был наименован Коломенским гарнизонным. 16 апреля 1764 года из него были сформированы 1-й, 2-й и 3-й Московские внутренние гарнизонные батальоны. В 1791 году были сформированы: 1-й запасной мушкетёрский батальон и 1-й и 2-й Московские полевые батальоны. 4 августа 1794 года 1-й запасной мушкетёрский батальон наименован 3-м Московским полевым батальоном и вновь сформированы 4-й, 5-й, 6-й и 7-й полевые батальоны. 3 августа 1795 года был сформирован 8-й полевой батальон. 29 ноября 1796 года из всех полевых и гарнизонных батальонов сформирован восьмибатальонный Московский гарнизонный полк. 9 января 1797 года он был наименован гарнизонным генерала от инфантерии Архарова 2-го полком. 23 апреля 1800 года он был наименован гарнизонным генерал-майора Рейхенберга и переформирован в 4-х батальонный состав. 22 июня 1801 года вновь наименован Московским гарнизонным. 
20 марта 1811 года к полку присоединены Вологодский и Устюжский гарнизонные батальоны. 6 ноября 1811 года 18 рот отчислены на формирование полевых полков: Одесского, Виленского, Тарнопольского, Симбирского, а также 49-го и 50-го егерских. Из оставшихся 6-ти рот, с добавлением уездных инвалидных команд, сформирован четырёхбатальоный гарнизонный Московский полк, который при нашествии Наполеона принимал участие в вывозе из Москвы регалий и драгоценностей, а по окончании Отечественной войны 11 марта 1813 года из него сформированы в память сражений Отечественной войны Тарутинский и Бородинский пехотные полки трёхбатальонного состава. 
Бородинский полк в 1827 году был отправлен на Северный Кавказ и принимал участие в двукратной экспедиции в Аджарию, в Кумыкские владения, Чечню, где и оставался до конца 1831 года, когда был выведен с Кавказа. 16 февраля 1831 года 3-й батальон отчислен в Подольский полк и взамен сформирован новый. 28 января 1833 года Бородинский полк с присоединённым 27-м егерским полком переименован в егерский и переформирован в 6 батальонов, из которых 1-й, 2-й и 5-й батальоны остались прежнего состава, а 3-й, 4-й и 6-й батальоны взяты из 27-го егерского полка. 28 февраля 1834 года резервный батальон был упразднён. 26 августа 1836 года наследник цесаревич Александр Николаевич во время открытия памятника на Бородинском поле был назначен шефом полка, и полк наименован Бородинским егерским Его Императорского Высочества Государя Наследника Цесаревича. 14 июня 1841 года одна рота отделена на сформирование 6-го резервного батальона Куринского полка. 20 и 25 января 1842 года 5-й резервный батальон упразднён и вместо него сформированы кадры для 5-го резервного и 6-го запасного батальонов. 23 февраля 1845 года 3-й батальон был отчислен на укомплектование Подольского егерского полка, вместо же этого батальона сформирован новый. 
4 декабря 1853 года кадры 5-го и 6-го батальонов укомплектованы бессрочно отпускными. 10 марта 1854 года сформированы 7-й и 8-й запасные батальоны. В Крымскую кампанию 8 сентября 1854 года полк занимал центр позиции при Альме и отбил успешно атаки английской бригады Кодрингтона, 24 октября под Инкерманом бородинцы отбивают атаки англичан, но, «несмотря на стремительность их блестящих атак и геройское мужество, дело было проиграно»… По прибытии 5-го действующего и 5-го резервного батальонов полк снова принял участие, 13 мая и 4 августа, в сражениях на Чёрной речке.

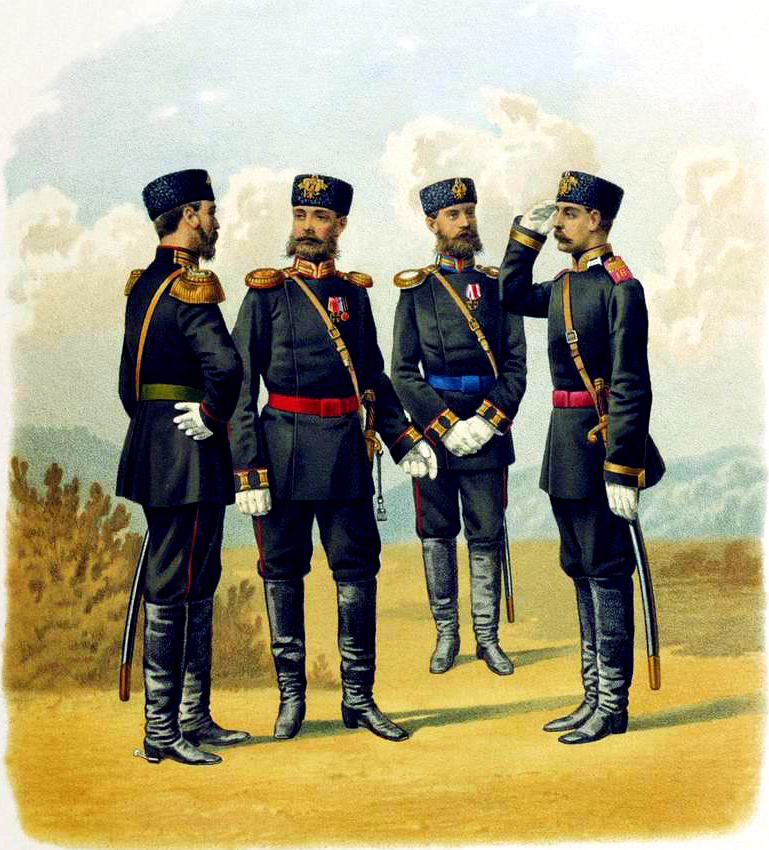
Армейские Пехотные войска. Штаб-Офицер 68-го пехотного Лейб-Бородинского Его Величества полка и Обер-Офицеры: 1-го Лейб-Гренадерского Екатеринославского Его Величества полка и 2-го Резервного пехотного батальона. Фельдфебель 16-го Стрелкового Его Величества батальона. 1882 год

19 февраля 1855 года полк наименован лейб-егерским Бородинским Его Величества, 17 апреля 1856 года — лейб-пехотным Бородинским Его Величества, а 23 августа приведён в состав трёх батальонов, с тремя стрелковыми ротами; 4-й батальон отчислен в резервные войска; 5-й, 6-й, 7-й и 8-й батальоны частью расформированы, частью обращены на пополнение прочих батальонов. 
25 марта 1864 года назван 68-м лейб-пехотным Бородинским Его Величества полком; 13 августа 4-й резервный батальон расформирован повторно на составление резервных пехотных батальонов 24-го, 37-го, 38-го и 39-го. 26 февраля 1874 года в полк был назначен шефом наследник цесаревич Александр Александрович. В русско-турецкую войну 1877—78 годов Бородинский полк принял участие в бою под Базарджиком. 
В 1879 году полк переформирован в четырёхбатальонный состав. 2 ноября 1894 года полк наименован 68-м лейб-пехотным Бородинским Императора Александра III полком. C 1890-х годов полк стоял в городе Замостье Люблинской губернии. В русско-японскую войну 17 июня 1905 года полк был направлен на Дальний Восток, но участия в кампании не принимал. Весной 1907 года полк вернулся в Замостье, а с 1910 года стоял в городе Владимире-Волынском.
3 августа 1914 года лейб-Бородинцы с честью отстояли Владимир-Волынский от австро-венгерских войск, пытавшихся захватить город, за что полк получил Высочайшую благодарность. Затем 13—18 августа 1914 года полк в составе 19-го армейского корпуса участвовал в боях в окружении у деревни Тарноватки Люблинской губернии и местечка Комаров, где только в первый день боёв 68-й полк потерял 23 офицера и 607 рядовых. 12—14 октября 1914 года полк участвовал в боях у сёл Левин и Зожары, 5—13 ноября — у города Ласка Петроковской губернии, 17—21 ноября — у города Пабиянице, 24 ноября — у деревни Чарноцын, 5—7 февраля 1915 года — у деревни Качаровы, с 17 февраля 1915 года до конца месяца — в районе города Цеханова Плоцкой губернии, 1—15 марта — за Праснышем и у деревни Липы, 30 апреля — у деревни Вербуны под Шавлями, 2—6 мая — под городом Куршаны, 17—25 августа — у города Двинска, с 10 октября 1915 года полк перешёл к позиционной войне. 26 декабря 1916 года полк лихой атакой взял остров Глаудан на Западной Двине. За войну полк переменил свой состав четыре раза, из кадровых офицеров в 1917 году в строю в полку остались только трое. После Октябрьской революции полк оставался боеспособен до февраля 1918 года.

## Знаки отличий
- юбилейное Георгиевское знамя с надписью: «1796—1896 г.» «За Базарджик 14 января 1878 г.»;
- знаки на головные уборы с надписью «За Севастополь 1854 и 1855 годов» (30 августа 1856);
- офицерский нагрудный знак с надписью «За Севастополь 1854 и 1855 гг.» взамен знаков на шапках (1 августа 1909)

## Командиры полка
- 21.05.1813 — 30.08.1816 — полковник Шатилов, Иван Яковлевич
- 30.08.1816 — 01.01.1826 — полковник Чебышёв, Сергей Сергеевич
- 06.01.1826 — 22.01.1830 — подполковник (с 23.08.1826 полковник) Носков, Пётр Акимович
- 22.01.1830 — 21.04.1833 — командующий[5] подполковник Киприянов 2-й
- 21.04.1833 — 19.12.1838 — полковник Комаров, Владимир Саввич
- 19.12.1838 — 06.12.1849 — подполковник (с 31.08.1839 полковник, с 03.04.1849 генерал-майор) Шонерт, Евстафий Петрович
- 26.12.1849 — 22.08.1852 — полковник Лермантов, Всеволод Николаевич
- 22.08.1852 — 16.11.1854[6] — полковник Верёвкин-Шелюта, Евстафий Игнатьевич
- 06.12.1854 — 10.04.1859 — подполковник (с 13.04.1855 полковник) Ракович, Александр Егорович
- 12.04.1859 — 30.08.1863 — полковник Сумороцкий, Михаил Васильевич
- 10.09.1863 — 30.08.1873 — полковник барон Врангель, Вольдемар Людвигович
- 30.08.1873 — 29.12.1877 — полковник Маклаков, Георгий Константинович
- 29.12.1877 — 23.03.1888 — полковник Кузяевский, Александр Николаевич
- 07.04.1888 — 22.06.1892 — полковник Нищенко, Константин Николаевич
- 20.07.1892 — 26.04.1900 — полковник Урнижевский, Сергей Николаевич
- 04.06.1900 — 27.11.1904 — полковник Аникеев, Александр Никанорович
- 23.01.1905 — 03.12.1907 — полковник Романов, Алексей Петрович
- 23.12.1907 — 16.11.1911 — полковник Смирнов, Яков Семёнович
- 22.11.1911 — 29.03.1915 — полковник (с 02.11.1914 генерал-майор) Тумский, Андриан Иванович
- 29.04.1915 — 25.09.1915[7] — полковник Карпов, Владимир Александрович
- 14.01.1916 — 27.11.1916 — полковник Стойкин, Владимир Иосафович
- 01.12.1916 — 28.08.1917 — полковник Седачёв, Владимир Константинович
- 07.09.1917 — xx.xx.xxxx — полковник Петров, Николай Алексеевич

## Знаки различия

### Офицеры
| Описание     | Знаки различия по состоянию 1862—1881 гг. | Знаки различия по состоянию 1862—1881 гг. | Знаки различия по состоянию 1862—1881 гг. | Знаки различия по состоянию 1862—1881 гг. | Знаки различия по состоянию 1862—1881 гг. | Знаки различия по состоянию 1862—1881 гг. | Знаки различия по состоянию 1862—1881 гг. | Знаки различия по состоянию 1862—1881 гг. |
| ------------ | ----------------------------------------- | ----------------------------------------- | ----------------------------------------- | ----------------------------------------- | ----------------------------------------- | ----------------------------------------- | ----------------------------------------- | ----------------------------------------- |
| эполеты      |                                           |                                           |                                           |                                           |                                           |                                           |                                           |                                           |
| погоны       |                                           |                                           |                                           |                                           |                                           |                                           |                                           |                                           |
| Чин / звание | Полковник                                 | Подполковник                              | Майор                                     | Капитан                                   | Штабс-капитан                             | Поручик                                   | Подпоручик                                | Прапорщик                                 |
| Группа       | штаб-офицеры                              | штаб-офицеры                              | штаб-офицеры                              | обер-офицеры                              | обер-офицеры                              | обер-офицеры                              | обер-офицеры                              | обер-офицеры                              |

### Унтер-офицеры и рядовые
| Описание        | Знаки различия по состоянию на 1862—1874 гг. | Знаки различия по состоянию на 1862—1874 гг. | Знаки различия по состоянию на 1862—1874 гг. | Знаки различия по состоянию на 1862—1874 гг. | Знаки различия по состоянию на 1862—1874 гг. |
| --------------- | -------------------------------------------- | -------------------------------------------- | -------------------------------------------- | -------------------------------------------- | -------------------------------------------- |
| погоны          |                                              |                                              |                                              |                                              |                                              |
| Воинское звание | Фельдфебель                                  | старший унтер-офицер                         | младший унтер-офицер                         | Ефрейтор                                     | Рядовой                                      |
| Группа          | Унтер-офицеры                                | Унтер-офицеры                                | Унтер-офицеры                                | Рядовые                                      | Рядовые                                      |

#### Другие знаки различия

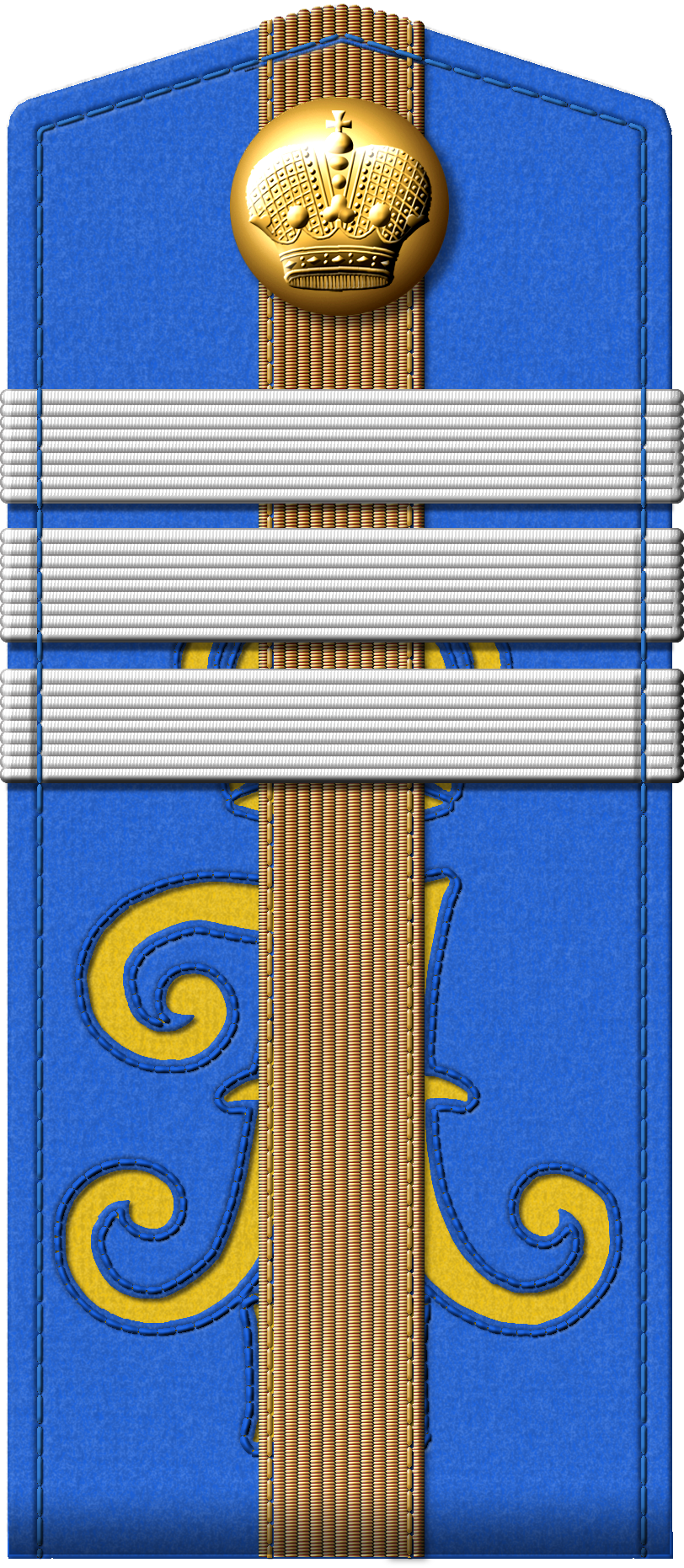
Погон воинского звания (1871—1874 гг.) «Старший унтер-офицер», отличный стрелок (стрелковые роты)